# Hippomaneae
Hippomaneae, tribus iz porodice mlječikovki. Sastoji se od dva podtribusa s tridesetak rodova. Tipični rod Hippomane raširen je po tropskoj Americi.
Rod je opisan 1858.

## Podtribusi
1. Carumbiinae Müll.Arg.
2. Hippomaninae Griseb.